# Гримпотевтис
Гримпотевтис, или Крылатый осьминог Думбо — род глубоководных осьминогов из семейства Opisthoteuthidae. Они обитают на глубинах океана, и особи некоторых видов были обнаружены даже на глубине 7000 м, хотя обычно они обитают на глубине от 100 до 5000 м. Обычно в зрелом возрасте эти осьминоги достигают в длину 20 см, однако самый большой когда-либо зарегистрированный представитель этого рода был в длину около 180 см и весил около 6 кг.

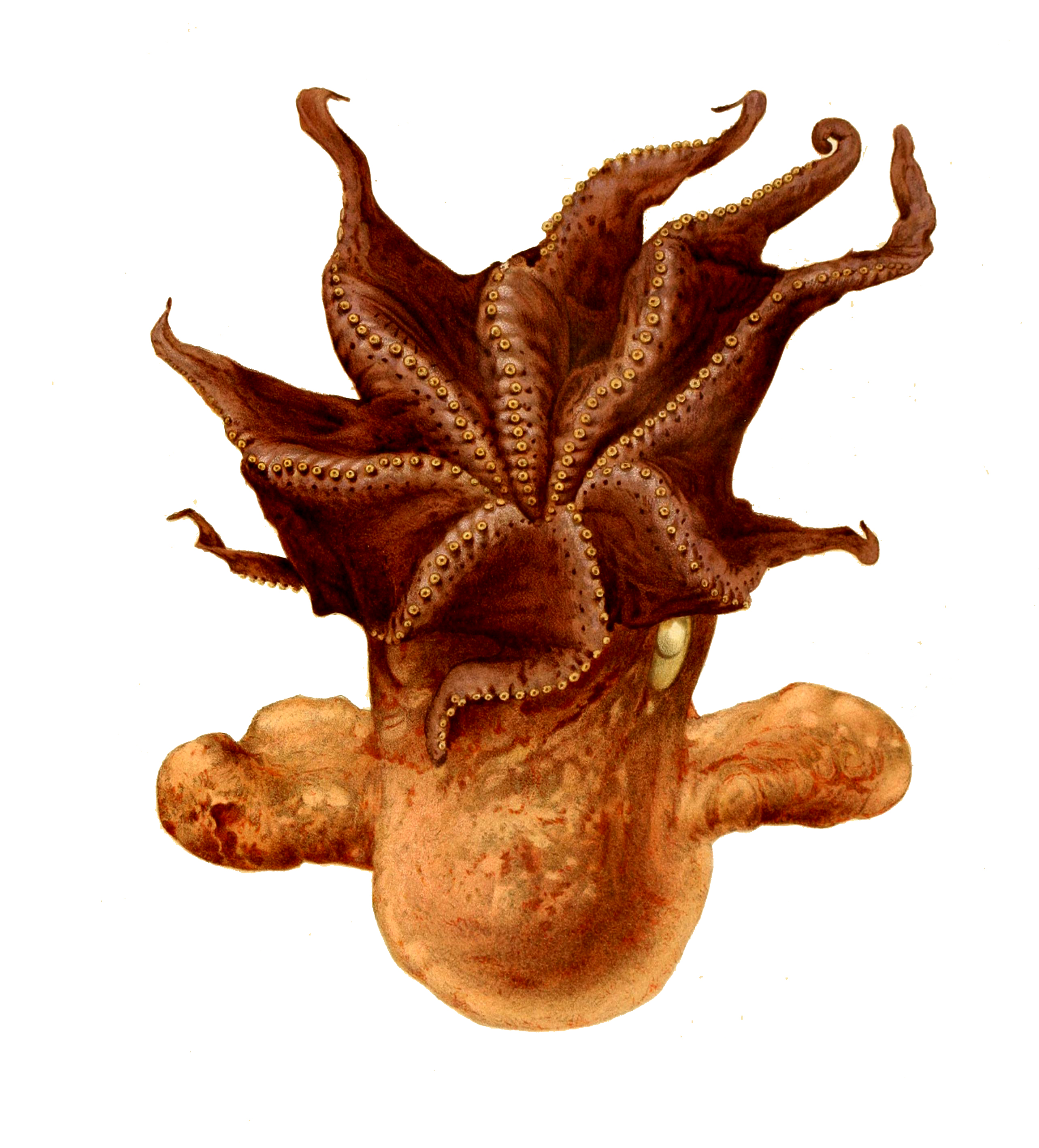
Grimpoteuthis umbellata

## Виды
- Grimpoteuthis abyssicola
- Grimpoteuthis bathynectes
- Grimpoteuthis boylei
- Grimpoteuthis challengeri
- Grimpoteuthis discoveryi
- Grimpoteuthis hippocrepium
- Grimpoteuthis innominata
- Grimpoteuthis meangensis
- Grimpoteuthis megaptera
- Grimpoteuthis pacifica
- Grimpoteuthis plena
- Grimpoteuthis tuftsi
- Grimpoteuthis umbellata
- Grimpoteuthis wuelkeri — возможно, то же самое, что и G. umbellata или G. plena